# A Brief History of Princess X
A Brief History of Princess X (prt: Uma Breve História da Princesa X) é uma curta-metragem de comédia luso-francesa de 2016, realizada, escrita e produzida por Gabriel Abrantes. O filme assume a forma de pseudodocumentário, retratando a história da escultura futurista Princesa X do artista Constantin Brâncuşi (interpretado por Francisco Cipriano), confundida por um falo quando foi concebida como retrato da sobrinha-bisneta de Napoleão, a Princesa Maria Bonaparte (papel interpretado por Joana Barrios).
A obra estreou em Tate Britain (Londres), no âmbito do evento The Artists Cinema, a 8 de fevereiro de 2016. A Brief History of Princess X foi selecionado para inúmeros festivais de cinema, até ter estreado comercialmente em Portugal a 29 de outubro de 2020, integrado na antologia Quatro Contos de Gabriel Abrantes.

## Sinopse
O narrador do documentário inicia o relato de como o escultor romeno Constantin Brâncuşi fez a sua famosa escultura da Princesa X (1915–16). Concluída em 1916, a Princesa X levanta questões ainda nos dias de hoje. Faz sorrir os jovens visitantes de museu, que não resistem a tirar selfies com esta escultura em bronze, dada a sua forma fálica e futurista.
A obra é ainda mais surpreendente quando se percebe que representa, na realidade, o busto da Princesa francesa Maria Bonaparte, sobrinha-bisneta do imperador Napoleão Bonaparte. Desde o momento da sua conceção, enquanto a rica e nobre Marie Bonaparte (1882-1962) do Mónaco posa para Brâncuşi, simplicidade é a abordagem-chave, e as feições do busto da Princesa tornam-se mais abstratas. Devido à sua controversa forma simplificada, o escultor é forçado a retirar Princesa X do Salon des Indépendants em 1920. O escândalo intensifica-se quando todos acusam Brâncuşi de que a obra não representa nada mais que um falo. O artista não hesita em negar essa ideia com veemência. Alheia, Marie Bonaparte continua a sua vida dedicada a medir o espaço que separa o clitóris da vagina, acreditando que a distância está associada ao orgasmo feminino.

## Elenco
- Joana Barrios, como Princesa Maria Bonaparte;[8]
- Francisco Cipriano, como Constantin Brâncuşi;
- Filipe Vargas, como Príncipe George;[9]

- Narração:
  - Gabriel Abrantes (Versão original);
  - Laetitia Dosch (Versão francesa).

## Equipa técnica
- Realização: Gabriel Abrantes;
- Cinematografia: Jorge Quintela;
- Edição: Margarida Lucas;[10]
- Argumento: Gabriel Abrantes;
- Direção de arte: Susana Moura;
- Produção: Gabriel Abrantes;
- Som: Pedro Faro e Philippe Deschamps;
- Misturas: Carlos Abreu;
- Efeitos especiais: Gabriel Abrantes;
- Participação especial: Gonçalo Pena, Gaëtan, Carlos Gaspar e Joaquim Pinto.[11]

## Produção
A Brief History of Princess X  é uma curta-metragem produzida pela Herma Films (Portugal) e Les Films du Bélier (França) que surgiu por comissão do programa The Artist Cinema, uma iniciativa da Independent Cinema Office e da coleção LUX. A colaboração destas entidades pretende trazer o trabalho de artistas visuais para os cinemas convencionais britânicos e, na edição de 2016, resultou em encomendas de obras de Dora Garcia, Naeem Mohaiemen, Margaret Salmon e Tony Romano, para além de Gabriel Abrantes.
O filme de Abrantes foi rodado em película, Kodak Vision III S-16 mm, transferida para Video 2K.

## Continuidade artística
A arte de Gabriel Abrantes expande-se para um vasto leque de formatos que não apenas o cinema, e a exploração da história da arte é uma temática recorrente dos seus filmes. Este aspeto é notório desde a sua curta-metragem de 2006, co-realizada com Katie Widloski, Olympia I & II, na qual explora a obra de Édouard Manet, e em forma mais reduzida também em filmes como The Hunchback (2016), co-realizado com Ben Rivers [en], no qual se aborda a arte rupestre. Para além das comunalidades temáticas, tal como em Olympia e outros filmes do cineasta, o cinéfilo Donald James vê em A Brief History of Princess X um filme sobre os constrastes entre "o véu e o desvendar, o tabu e o sagrado, o dito e o segredo".

## Distribuição

### Lançamento
A Brief History of Princess X foi lançado a 8 de fevereiro de 2016, em Tate Britain (Londres), no âmbito do evento The Artists Cinema. Em Portugal, a sua primeira exibição pública foi a 14 de julho do mesmo ano, no 24° Festival Internacional de Curtas-Metragens de Vila do Conde. A curta-metragem viria a estrear comercialmente em sala apenas quatro anos depois, a 29 de outubro de 2020, enquadrada na antologia Quatro Contos de Gabriel Abrantes, com as curtas-metragens Freud und Friends, Os Humores Artificiais e Les Extraordinaires Mésaventures de la Jeune Fille de Pierre.

### Festivais
O filme percorreu um circuito de Festivais internacionais de cinema, dos quais se destacam os seguintes:
- 24º Festival Internacional de Curtas-Metragens de Vila do Conde (Portugal, 14 de julho de 2016);
- Festival Internacional de Cinema de Locarno (Suíça, 6 de agosto de 2016)[16]
- Festival de Cinema Luso-Brasileiro (Portugal, 2016);
- Festival Internacional de Cinema de Toronto (Canadá, 14 de setembro de 2016);
- Uppsala Short Film Festival (Suécia, 2016);
- 54º New York Film Festival (EUA, 1 de outubro de 2016);[17]
- Caminhos do Cinema Português (Portugal, 2016);
- Interfilm, Internationales Kurzfilmfestival Berlin (Alemanha, 2017);[18]
- Festival Encontros de Curtas-Metragens (Reino Unido, 2017)
- Festival Internacional de Curta-Metragem de Clermont-Ferrand (França, 4 de fevereiro de 2017);[19]
- Kinoforum - Festival Internacional de Curtas-Metragens de São Paulo (Brasil, 2017);
- Festival Internacional de Cinema Independente de Buenos Aires (Argentina, 2017).[20]

### Exposições
A Brief History of Princess X integrou também vários espaços e eventos de arte, de entre os quais coleções como a António Cachola no Museu de Arte Contemporânea de Elvas (Portugal), feiras internacionais como a SP-Arte (Brasil, 2017) e ainda exposições como Género na Arte no Museu Nacional de Arte Contemporânea do Chiado (Portugal, 2017) e Tandem: Gabriel Abrantes and Belén Uriel na Alexander and Bonin (EUA, 2019).

## Receção

### Audiência
Desde a sua estreia, nos vários festivais de cinema para os quais A Brief History of Princess X foi selecionado, o filme totalizou 8.762 espetadores. Em 2020, aquando o lançamento da curta-metragem nas salas de cinema portuguesas com a antologia Quatro Contos de Gabriel Abrantes, a obra acrescentaria a estes números mais 638 espetadores.

### Crítica
A curta-metragem foi geralmente bem recebida pela crítica especializada ao longo das exibições em festivais internacionais. A propósito da sua seleção para o Bucharest International Experimental Film Festival, Andrei Tănăsescu escreve: "Se o cinema funciona como uma tela para os nossos desejos projetados, a abstinência observada no humor tipicamente subversivo e juvenil de Abrantes é um tributo comovente e humilde à fragilidade humana que toda arte esconde por detrás da sua superfície corajosa." Dennis Lim, programador do New York Film Festival, caracterizou o filme como "um olhar curto, doce e apropriadamente inadequado sobre como o erotismo e o escândalo desempenharam papéis na história da arte moderna."
Também na imprensa de cinema foram escritas críticas favoráveis de A Brief History of Princess X. Nicola Settis (Cinelapsus) considera que o realizador consegue, "trazer à vida a troca de significante e significado dentro da escultura e, por meio dela, no filme", através do seu "humor único e infalível". O editores do Le Cinéma Club destacam também a visão de Gabriel Abrantes, defendendo que o autor "não só cria uma curta-metragem envolvente que nos ensina como fazer uma escultura, mas também faz um filme maravilhoso e hilariante por si só." Na sua crítica acerca da versão francesa do filme, Donald James (Bref) caracteriza a obra de um "anti-filme" que não deixa de ser "uma obra cinematográfica cujo quadro fixo lembra as pinturas do cinema antigo", destacando também "a narração magistralmente interpretada por Laetitia Dosch".

### Premiações
Apresentam-se de seguida as nomeações e premiações de A Brief History of Princess X:
| Ano  | Premiação                                                    | Categoria                           | Trabalho                                        | Resultado       | Ref.          |
| ---- | ------------------------------------------------------------ | ----------------------------------- | ----------------------------------------------- | --------------- | ------------- |
| 2016 | Curtas Vila do Conde International Film Festival             | Melhor Realizador Português         | Gabriel Abrantes                                | Venceu          | [ 26 ]        |
| 2016 | AFI Fest                                                     | Grande Prémio do Júri               | A Brief History of Princess X, Gabriel Abrantes | Indicado        |               |
| 2016 | Milan Film Festival                                          | Melhor Curta-metragem Internacional | A Brief History of Princess X, Gabriel Abrantes | Indicado        |               |
| 2016 | Festival Internacional de Cinema de Toronto                  | Prémio 'Short Cuts'                 | Gabriel Abrantes                                | Indicado        |               |
| 2017 | Art Film Festival                                            | Melhor Curta-metragem               | A Brief History of Princess X, Gabriel Abrantes | Menção especial |               |
| 2017 | Bucharest International Experimental Film Festival           | Prémio Especial do Júri             | A Brief History of Princess X, Gabriel Abrantes | Venceu          |               |
| 2017 | Festival Internacional de Curta-Metragem de Clermont-Ferrand | Grand Prix                          | A Brief History of Princess X, Gabriel Abrantes | Indicado        |               |
| 2017 | Prémios César                                                | Melhor Curta-metragem               | A Brief History of Princess X, Gabriel Abrantes | Indicado        | [ 27 ]        |
| 2017 | Évora International Short Film Festival                      | Melhor Argumento                    | A Brief History of Princess X, Gabriel Abrantes | Venceu          |               |
| 2017 | Évora International Short Film Festival                      | Melhor Atriz                        | Joana Barrios                                   | Venceu          |               |
| 2017 | Évora International Short Film Festival                      | Prémio do Público                   | A Brief History of Princess X, Gabriel Abrantes | Venceu          |               |
| 2017 | Prémios Sophia da Academia Portuguesa de Cinema              | Melhor Curta-metragem de Ficção     | A Brief History of Princess X, Gabriel Abrantes | Indicado        | [ 28 ] [ 29 ] |
| 2017 | San Francisco International Film Festival                    | Melhor Curta-metragem Narrativa     | A Brief History of Princess X, Gabriel Abrantes | Venceu          |               |
| 2017 | VIS Vienna Independent Shorts                                | Melhor Filme de Ficção              | A Brief History of Princess X, Gabriel Abrantes | Venceu          |               |
| 2018 | Fastnet Short Film Festival                                  | Melhor Documentário                 | A Brief History of Princess X, Gabriel Abrantes | Venceu          | [ 30 ]        |
| 2018 | Regensburg Short Film Week                                   | Melhor Curta-metragem Internacional | A Brief History of Princess X, Gabriel Abrantes | Indicado        |               |